# Svémyslice
Svémyslice är en ort i Tjeckien.   Den ligger i regionen Mellersta Böhmen, i den centrala delen av landet, 17 km öster om huvudstaden Prag. Svémyslice ligger 244 meter över havet och antalet invånare är 110.
Terrängen runt Svémyslice är platt. Runt Svémyslice är det mycket tätbefolkat, med 1 754 invånare per kvadratkilometer. Närmaste större samhälle är Prag, 17,4 km väster om Svémyslice. Trakten runt Svémyslice består till största delen av jordbruksmark.